# Gvandra (berg)
Gvandra (georgiska: გვანდრა; ryska: Гвандра) är ett berg på gränsen mellan nordvästra Georgien och Ryssland. Toppen på Gvandra är 3 984 meter över havet.